# Coccophagus insignis
Coccophagus insignis är en stekelart som beskrevs av Hayat och Zeya 1993. Coccophagus insignis ingår i släktet Coccophagus och familjen växtlussteklar. Inga underarter finns listade i Catalogue of Life.